# 小行星11003
小行星11003（11003 Andronov）是一颗绕太阳运转的小行星，为主小行星带小行星。该小行星于1979年10月14日发现。

## 轨道参数
小行星11003的轨道半长轴为2.5736403 UA，离心率为0.264。